# Teneguía
El Teneguía es un volcán situado en el municipio de Fuencaliente en la isla de La Palma, Canarias, España, Se originó en la erupción iniciada el 26 de octubre de 1971, segunda más reciente de la isla y de la geografía terrestre nacional, después de la erupción volcánica de 2021. Finalizó el 18 de noviembre de 1971, siendo la erupción más corta de las 8 que ha registrado La Palma desde 1430, con un total de 24 días.

## Toponimia
El volcán fue nombrado como Teneguía por haber surgido próximo al roque de Teneguía, un domo fonolítico rodeado por las coladas de lava de la erupción del volcán de Fuencaliente de 1677, y que contiene petroglifos de la población aborigen de La Palma. De hecho, el término Teneguía es de procedencia aborigen, pudiendo significar según el filólogo Ignacio Reyes «una del vapor (caliente) o humo».

## Características
El Teneguía se ubica a unos 2,5 kilómetros de la población de Los Canarios, capital administrativa del municipio de Fuencaliente de La Palma.
Se trata de un cono volcánico de piroclastos basálticos de 431 metros de altitud máxima.

## Historia
En las erupciones históricas más recientes ocurridas en el archipiélago, el volcán comenzó su actividad tras una erupción volcánica que se extendió desde el 26 de octubre al 18 de noviembre de 1971.

## Galería

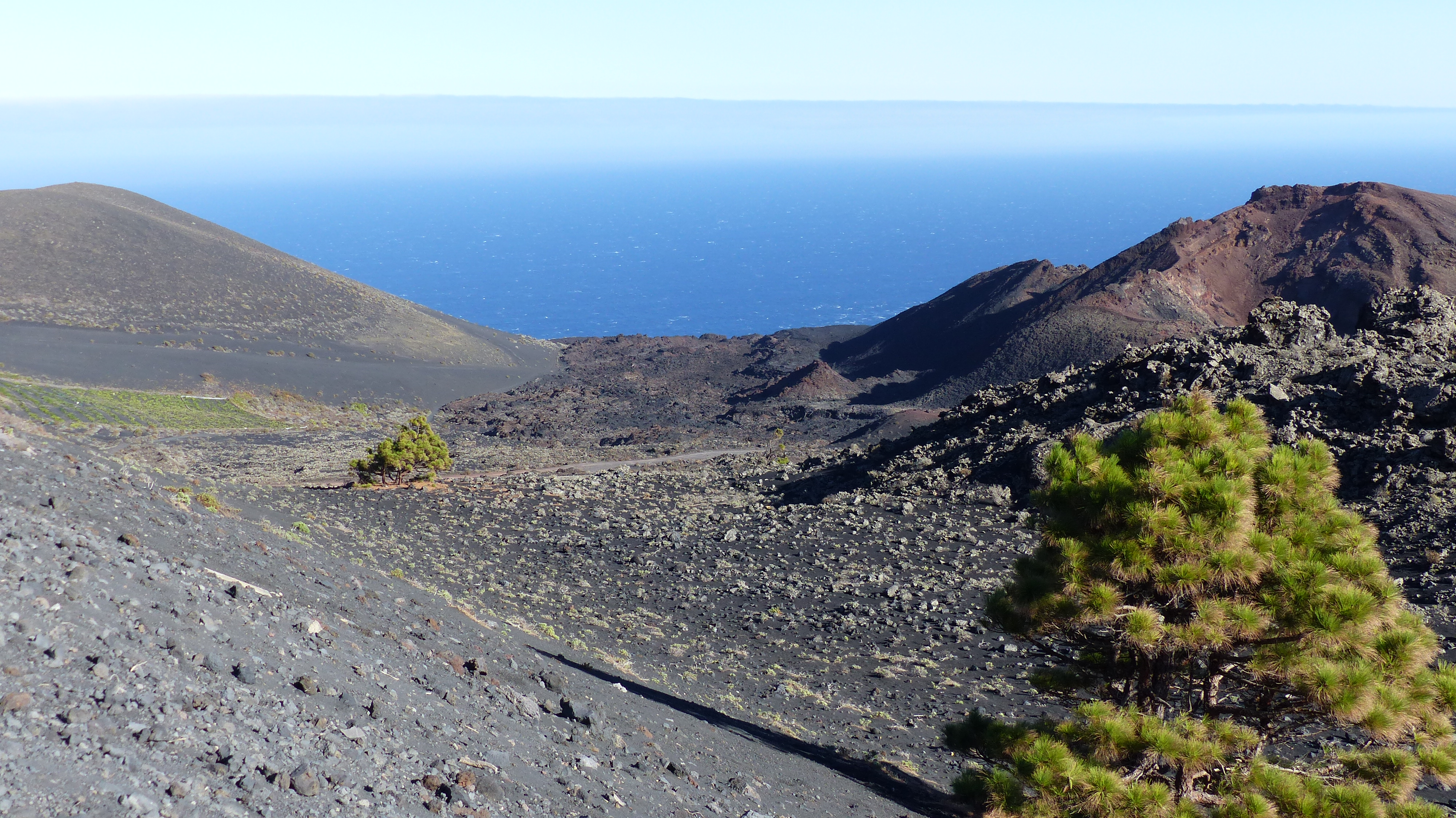
Lengua de lava solidificada.
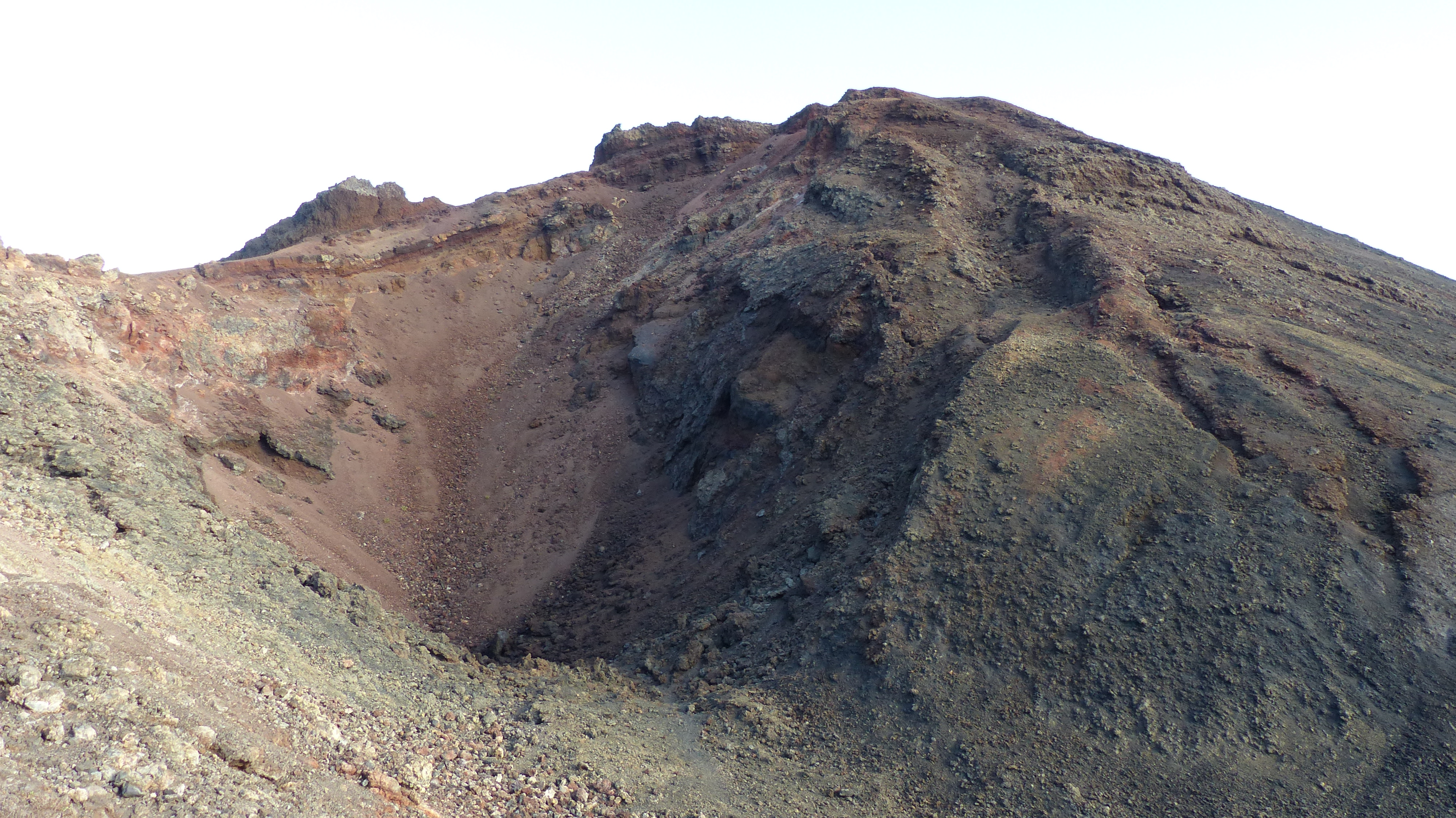
Boca del Teneguía.
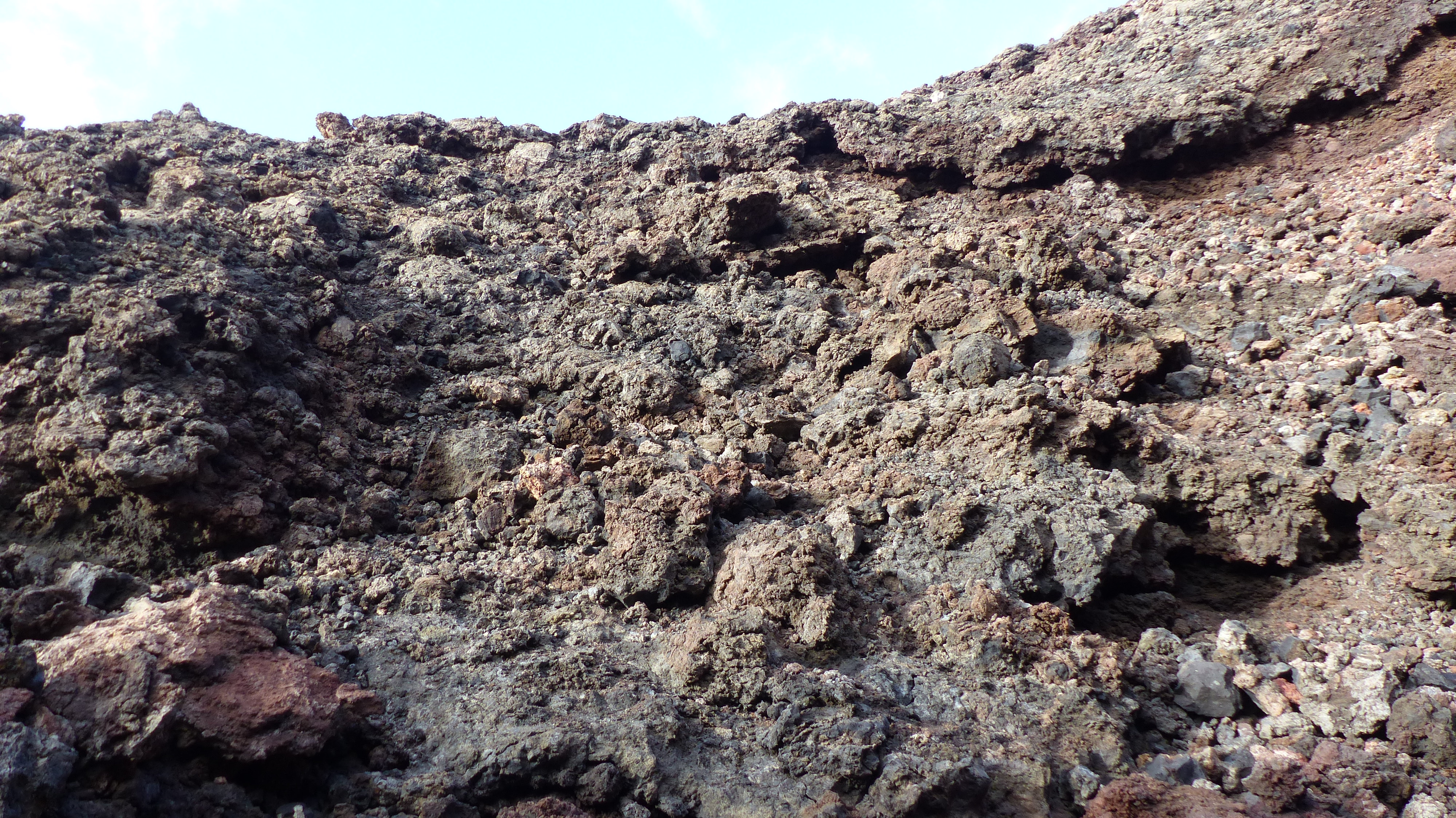
Vista de una de las paredes interiores de la boca.
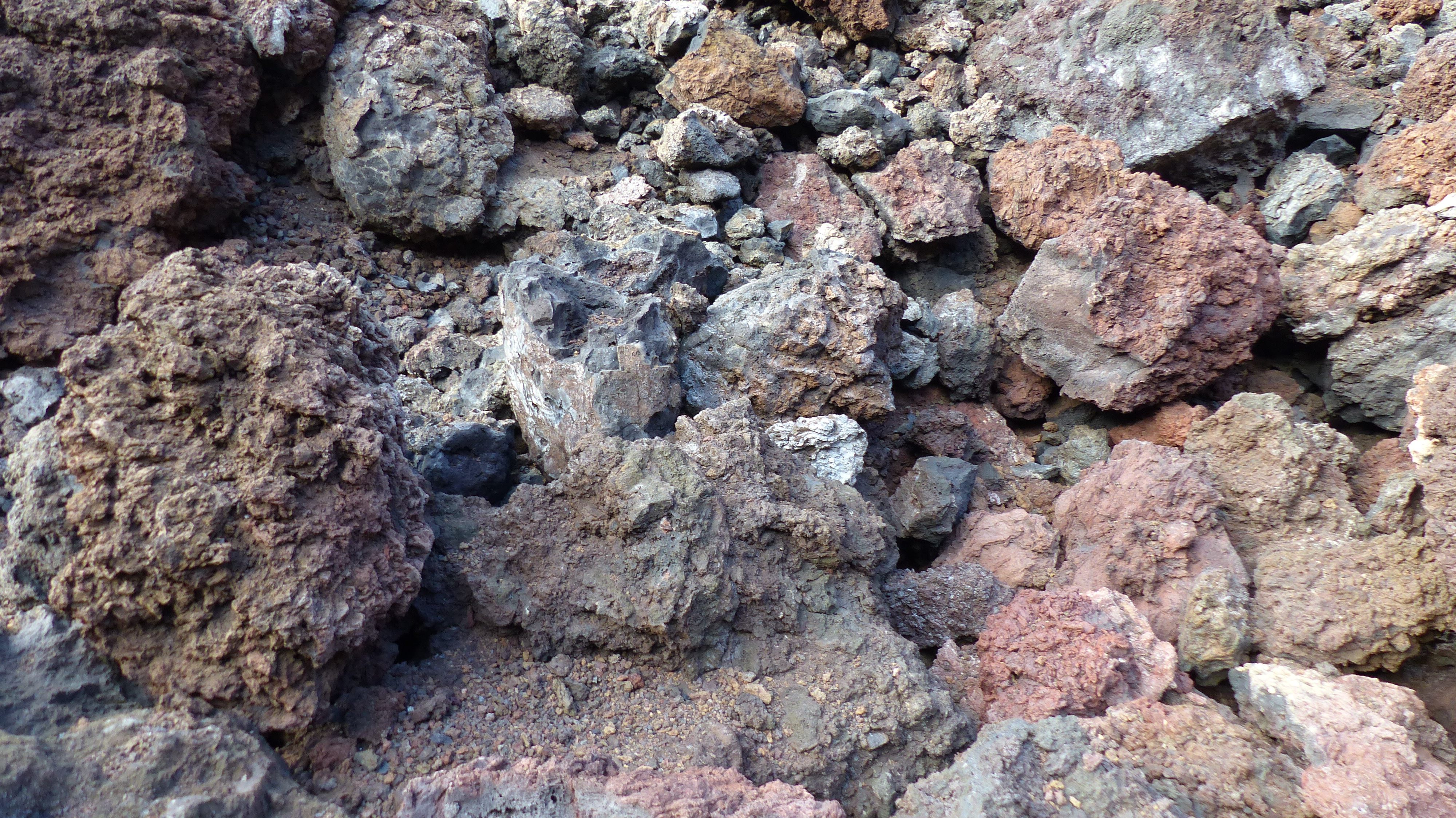
Fondo rocoso de la boca del Teneguía.
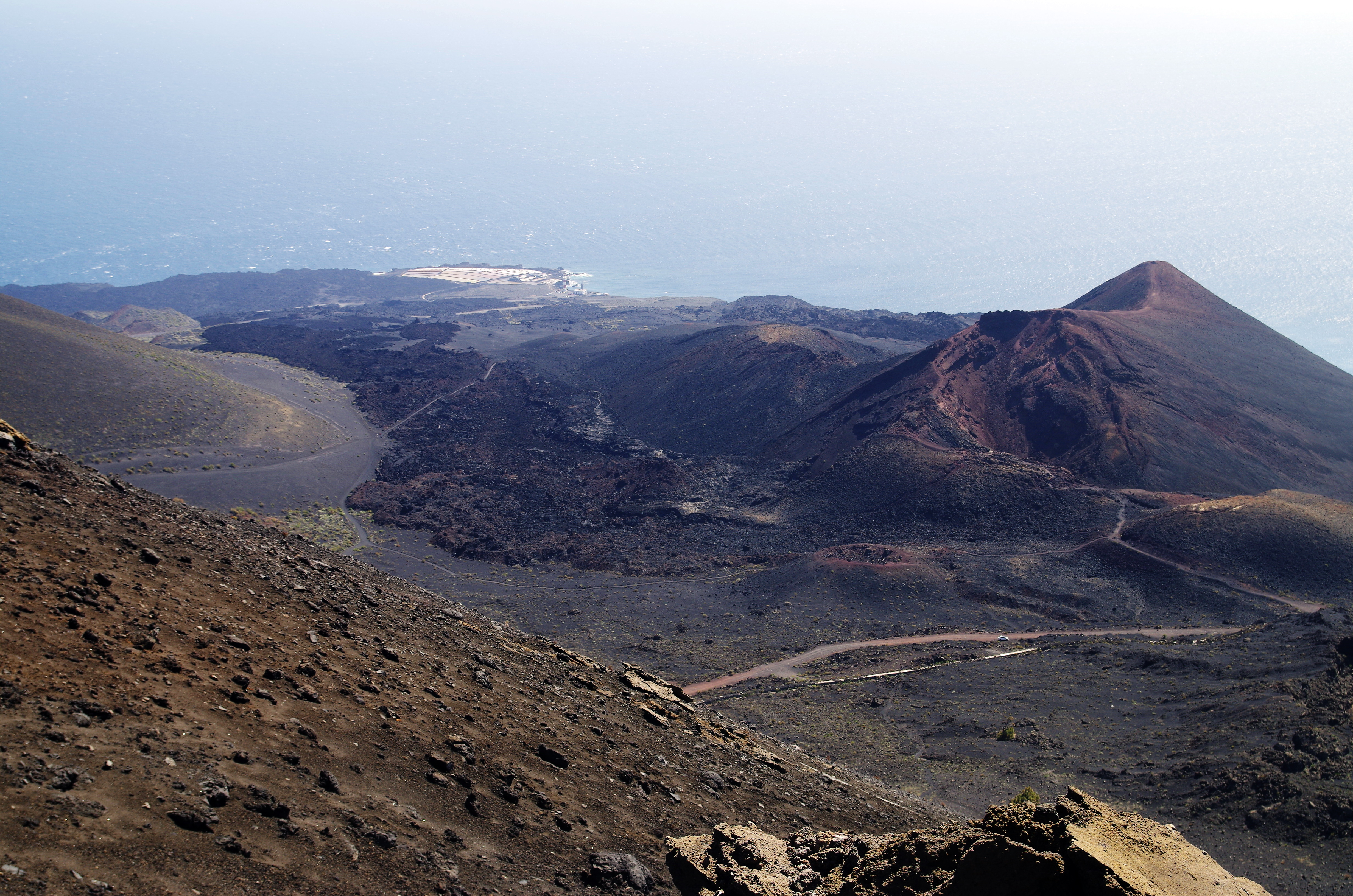